# Force Feedback
Der Begriff Force Feedback (engl.; im englischen Sprachraum haptic technology oder haptics, also haptische Technik) bzw. Kraftrückkopplung bezeichnet eine in Eingabegeräten eingesetzte Rückmeldung von Kraft an den Nutzer.

## In Steuerungssystemen

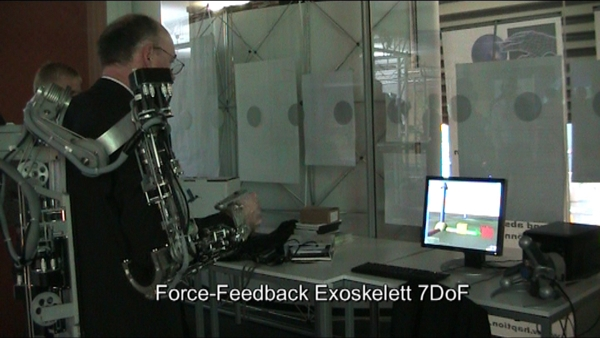
Able Exoskeleton Force Feedback für die Arme

Das Prinzip des Force Feedback wird in einigen mit Fly-by-Wire ausgestatteten Flugzeugen eingesetzt, da hier keine direkte Kraftübertragung von den Steuerflächen des Flugzeugs zu den Steuerelementen des Piloten stattfindet und somit wichtige, fühlbare Informationen für den Piloten künstlich erzeugt werden müssen. Bei der haptischen Vermittlung von physikalischen Eigenschaften des gesteuerten Gegenstandes im Bedienelement spricht man von einem aktiven Stellteil. Force-Feedback kann auch genutzt werden, um über eine haptische Rückmeldung das Situationsbewusstsein (engl. Situation Awareness) der Piloten von Sidestick-gesteuerten Fly-by-Wire-Flugzeugen (z. B. hinsichtlich der bis zum Erreichen einer Steuergrenze verbleibenden Steuerreserve) zu verbessern.
Auch Greifarme/Manipulatoren von ferngesteuerten Tauchrobotern (Remotely Operated Vehicle) werden teilweise mit Force Feedback versehen. Durch die mechanische Rückmeldung von Kraft an den vom Piloten bedienten Master-Arm wird eine präzisere Steuerung ermöglicht. Die Technik ist noch sehr fehleranfällig und bedarf weiterer Entwicklung.
Force Feedback wird bereits im Kfz-Bereich eingesetzt, z. B. zur Bedienung des iDrive von BMW oder im Force-Feedback-Gaspedal von Continental Temic.

## In der Simulation

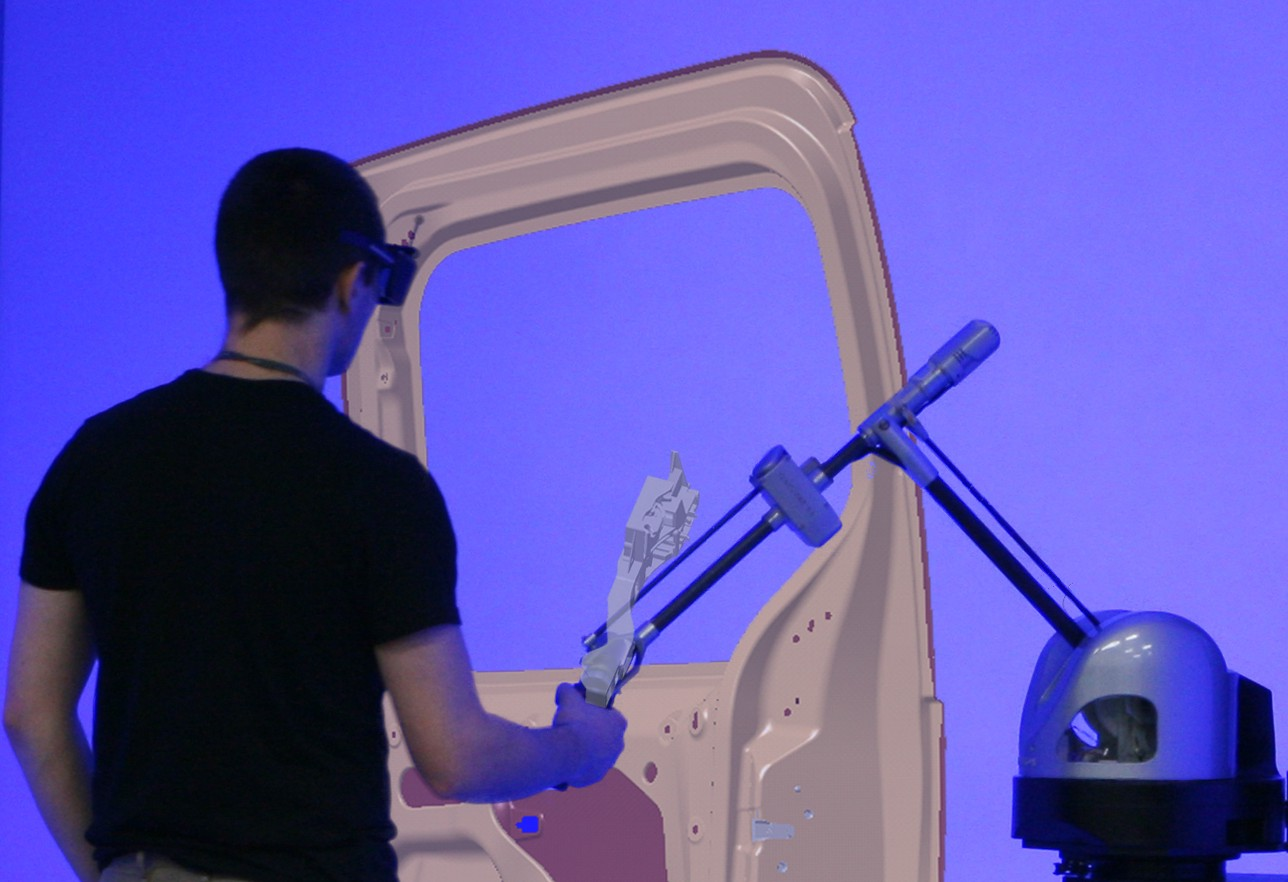
Montage-Simulation mit 6DoF Force Feedback

Force-Feedback-Systeme finden als Mensch-Maschine-Schnittstelle vielseitige Anwendung in Industrie und Wissenschaft. Ein Einsatzgebiet ist die Fernsteuerung von Robotern mit Kraftrückkopplung, sodass der Bediener die Berührung rechtzeitig spürt und Beschädigungen vermeidet. Einsatzbereich ist dabei beispielsweise die Fernsteuerung von Robotern in der Nuklearindustrie, speziell bei Reparaturen, Abbau alter Reaktoren im kontaminierten Bereich und Entsorgung von radioaktivem Material. Eine weitere Anwendung ist die Fernbedienung von Robotern in der Raumfahrt, z. B. der Canadarm2.
In der Medizintechnik findet Force Feedback insbesondere bei Trainingssimulatoren zur Ausbildung im klinischen Bereich Einsatz. Rehabilitation und robotergestützte Operationssysteme zur Unterstützung der Mediziner sind weitere Einsatzgebiete.
Im Bereich Virtuelle Realität wird die Technologie zur Unterstützung von Montage, Untersuchungen und virtuellem Training in der Entwicklung und Planung an maßstabsgetreuen Modellen eingesetzt.

## In Computerspielen

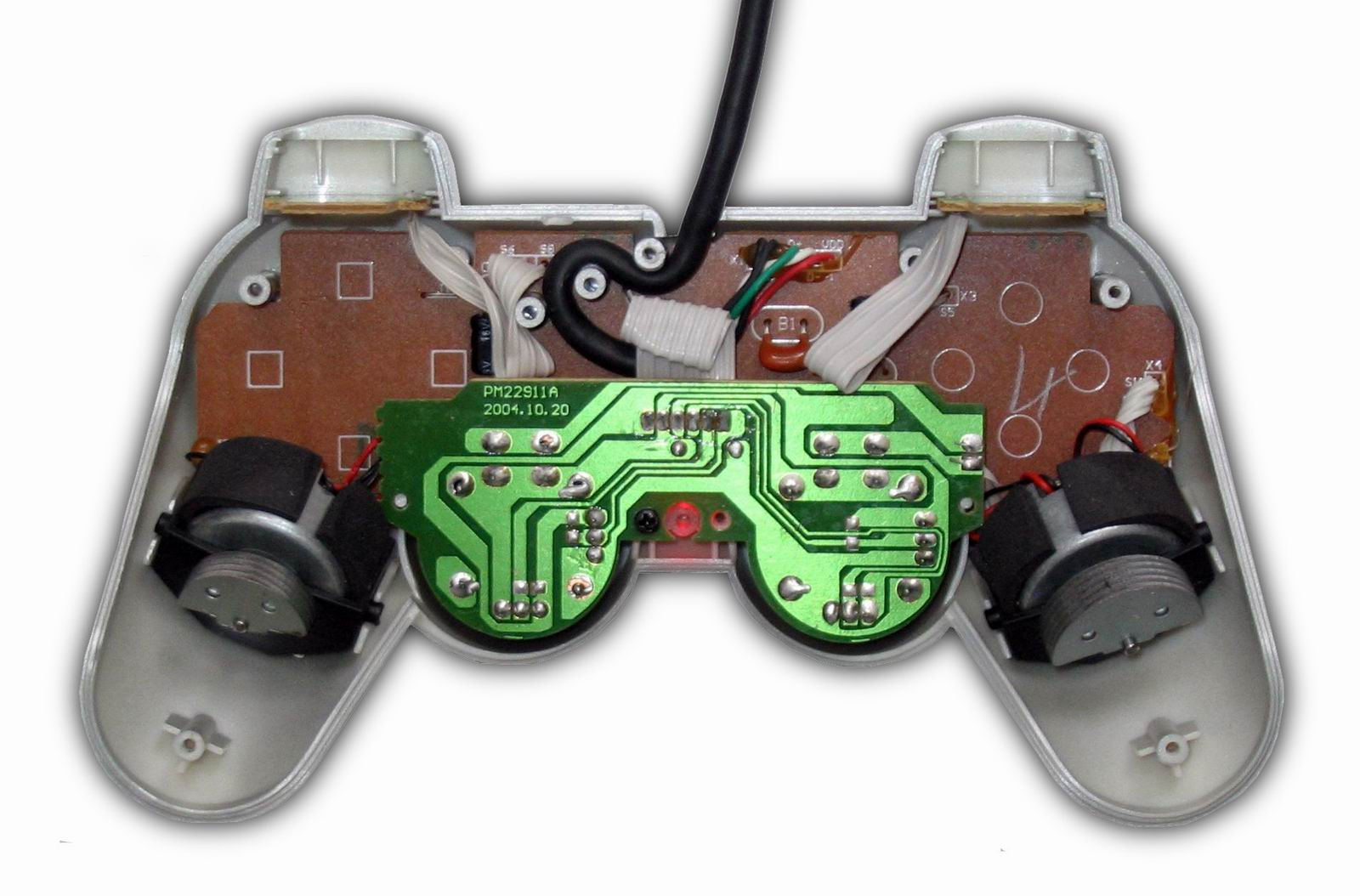
Geöffneter DualShock-Controller mit Rumble-Motoren

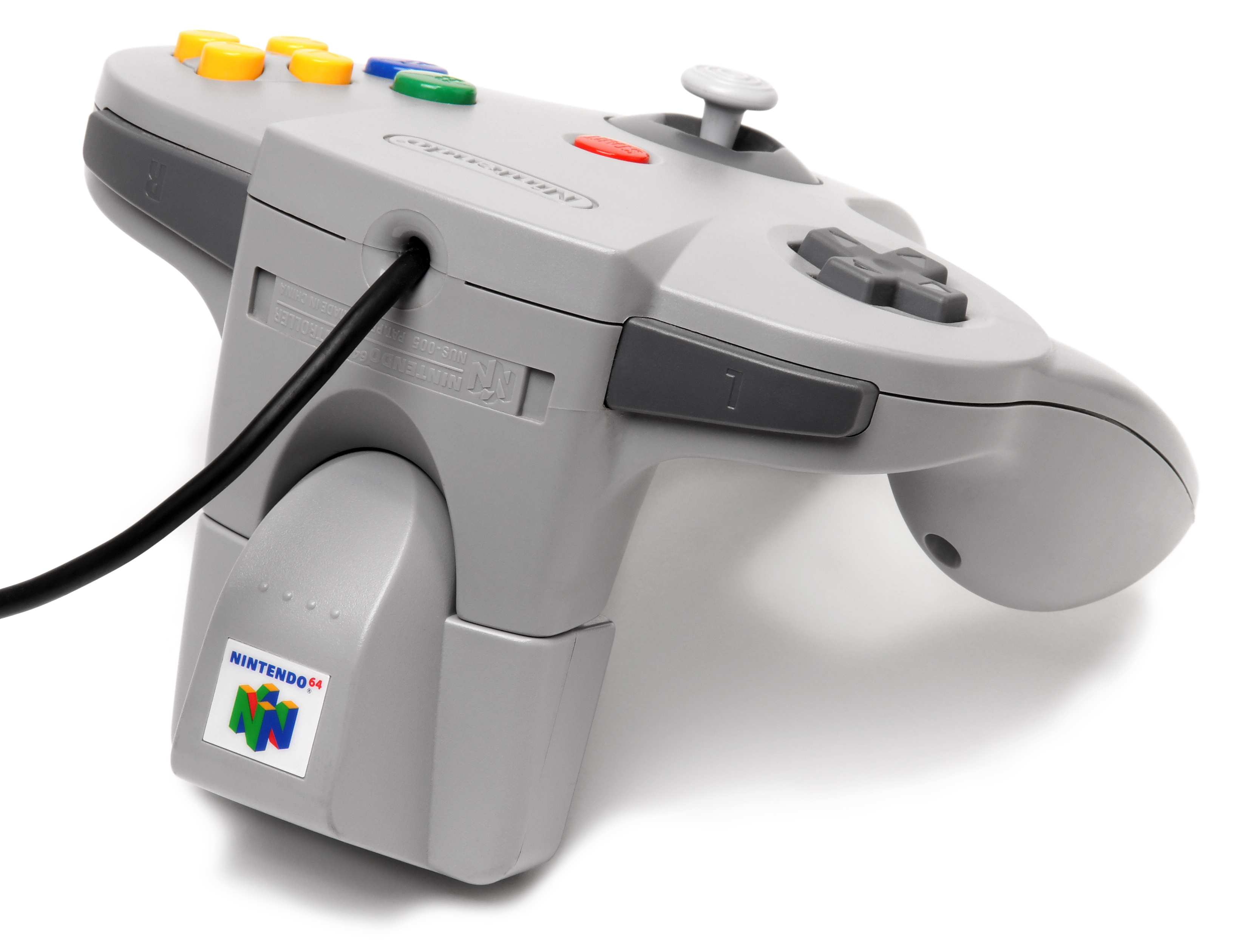
N64-Controller mit eingestecktem Rumble Pak

Manche Hardware von Computerspielen kann dem Spieler eine mechanische Rückmeldung zu Ereignissen im Spiel geben. Das Eingabegerät vibriert beispielsweise bei Zusammenstößen oder beim Abfeuern von Waffen. Auch die Erhöhung des Bewegungswiderstands des Eingabegeräts in bestimmte Richtungen, abhängig von der Situation, ist möglich.
Meist stehen Vibrationsmuster für verschiedene Spielsituationen zur Verfügung, um einen möglichst realistischen Eindruck zu erzeugen. Ein in einem Rennspiel mit einer Wand kollidierendes Auto kann z. B. einen kurzen, plötzlichen Ruck oder in einer langgezogenen Kurve eine konstante Zentrierkraft erzeugen, während das Feuer einer vollautomatischen Schusswaffe in einem First-Person-Shooter mit anhaltenden Vibrationen unterlegt werden kann.
Als erstes Spiel nutzte 1986 das stationäre Arcade-Spiel Out Run das Force Feedback für mechanische Rückmeldungen über das Lenkrad. Später wurde dies auch bei Spielkonsolen eingeführt, z. B. im 1997 eingeführten DualShock-Controller für die PlayStation oder im Rumble Pak von Nintendo.